# Wiesbadener Kreuz
Wiesbadener Kreuz is een knooppunt in de duitse deelstaat Hessen.
Op dit knooppunt kruist de A66 Wiesbaden-Frankfurt am Main de A3 Nederlandse grens ten noordwesten van Emmerich am Rhein-Oostenrijkse grens ten zuiden van Passau.

## Geografie
Het knooppunt ligt op het grondgebied van de stad Hochheim.
Een nabijgelegen stadsdeel van Hofheim is Wallau.
Nabijgelegen steden zijn Hofheim, Flörsheim en Wiesbaden.
Het knooppunt ligt ongeveer 20 kilometer ten westen van Frankfurt en ongeveer 10 km ten oosten van Wiesbaden.

## Geschiedenis

### Voor de oorlog
Nadat de B54 in 1965 werd opgewaardeerd naar snelweg, de huidige A66, werd ook de toenmalige afrit Wiesbaden de status van  autobahnkreuz toebedeeld.
Tegelijkertijd  was dit een belangrijk bouwwerk in de geschiedenis van de A3. Tevens was dit het eerste bouwwerk dat na de oorlog gereed was gekomen in de A3 ten zuiden van Keulen.
Voor de oorlog vormde de enkelbaans B54 samen met de B40 een belangrijke en drukke autoweg tussen Wiesbaden en Frankfurt.
De aansluiting van de Reichsautobahn van Keulen naar het Frankfurter Kreuz op deze weg was het uitgangspunt voor de aansluiting van de huidige A3 vanuit het zuiden van het knooppunt.
Hierdoor behoort het Wiesbadener Kreuz tot de oudste knooppunten van Duitsland. Vanaf 15 juni 1940 was het knooppunt volledig toen de A3 vanaf de aansluiting Limburg-Nord gereed was.

### Na de oorlog
In juni 1950 werden de bouwwerkzaamheden aan de snelweg naar het zuiden hervat. Met het gereedkomen van het 3,5 kilometer lange gedeelte tot aan Weilbach in 1951 was de afrit Wiesbaden als volledig  Wiesbadener Kreuz in gebruik. Vanaf 1954 begon de ombouw van de B54 als vieerbaans autoweg, de huidige A66, de Rhein-Main-Schnellweg.
Met de opening van het Frankfurter Kreuz op 10 juli 1956 kon men de omleiding van het verkeer via de B54 en de B40 opheffen Dit was belangrijk voor zowel de aansluiting van de Luchthaven Frankfurt alsmede voor het doorgaand verkeer richting Neurenberg en verder.

## Toekomst
In april 2011 begon de planprocedure voor de ombouw van het Wiesbadener Kreuz. Door de nieuwe plannen zal de vorm van het knooppunt zijn huidige vorm verliezen en veranderen naar een klaverturbineknooppunt.
In de plannen zal men, om de groter geworden verkeersdruk op het knooppunt op te vangen, de klaverbladlussen Keulen-Frankfurt en Neurenberg-Wiebaden vervangen door een turbineboog.
Overigens is tot op heden nog geen realisatiedatum bekend.

## Configuratie
Knooppunt
Het is een klaverbladknooppunt met rangeerbanen voor beide snelwegen. Na de geplande ombouw zal het een klaverturbineknooppunt zijn.
Rijstrook
Nabij het knooppunt hebben beide snelwegen 2x2 rijstroken.
Alle verbindingswegen hebben één rijstrook.

## Verkeersintensiteiten
Dagelijks passeren ongeveer 210.000 voertuigen het knooppunt. Hiermee behoort het tot de drukste verkeersknooppunten in Hessen.
| Van                              | Naar                   | Gemiddeld aantal voertuigen per dag |
| -------------------------------- | ---------------------- | ----------------------------------- |
| AS Wiesbaden/Niedernhausen (A 3) | Wiesbadener Kreuz      | 104.500                             |
| Wiesbadener Kreuz                | AS Raunheim (A 3)      | 101.700                             |
| AS Wallau (A 66)                 | Wiesbadener Kreuz      | 117.300                             |
| Wiesbadener Kreuz                | AS Diedenbergen (A 66) | 98.800                              |

| Aansluitende wegen               | Aansluitende wegen         | Aansluitende wegen | Aansluitende wegen | Aansluitende wegen                                    |
| -------------------------------- | -------------------------- | ------------------ | ------------------ | ----------------------------------------------------- |
| richting Koblenz / Bonn / Keulen |                            |                    |                    |                                                       |
|                                  |                            |                    |                    |                                                       |
| richting Wiesbaden / Mainz       | richting Frankfurt am Main |                    |                    |                                                       |
|                                  |                            |                    |                    |                                                       |
|                                  |                            |                    |                    | richting Frankfurter Kreuz / Würzburg München / Bazel |